# Nuoto ai Giochi della XXIX Olimpiade - Staffetta 4x100 metri misti femminile

## Record
Prima di questa competizione, il record del mondo (WR) e il record olimpico (OR) erano i seguenti.
|  | 3'55"74 | Emily Seebohm, Leisel Jones, Jessicah Schipper e Lisbeth Lenton Australia | 31 marzo 2007 Melbourne, Australia |
|  | 3'57"32 | Giaan Rooney, Leisel Jones, Petria Thomas e Jodie Henry Australia         | 21 agosto 2004 Atene, Grecia       |

Durante l'evento sono stati migliorati i seguenti record:
| Data      | Evento | Atleta                              | Nazione   | Tempo   | Record |
| --------- | ------ | ----------------------------------- | --------- | ------- | ------ |
| 17 agosto | Finale | Seebohm, Jones, Schipper e Trickett | Australia | 3'52"69 |        |

### Batterie
Si sono svolte 2 batterie di qualificazione. Le prime 8 squadre si sono qualificate direttamente per la finale.
- Venerdì  15 agosto

| Pos | Batteria | Corsia | Nazione     | Atleti                                                                | >Tempo  | Note  |
| --- | -------- | ------ | ----------- | --------------------------------------------------------------------- | ------- | ----- |
| 1   | 2        | 4      | Australia   | Emily Seebohm Tarnee White Felicity Galvez Shayne Reese               | 3:57.94 | Q     |
| 2   | 2        | 5      | Regno Unito | Gemma Spofforth Kate Haywood Jemma Lowe Francesca Halsall             | 3:59.14 | Q, ER |
| 3   | 1        | 4      | Stati Uniti | Margaret Hoelzer Megan Jendrick Elaine Breeden Kara Lynn Joyce        | 3:59.15 | Q     |
| 4   | 1        | 5      | Cina        | Tianlongzi Xu Ye Sun Yafei Zhou Jiaying Pang                          | 3:59.21 | Q, AS |
| 5   | 2        | 3      | Russia      | Kseniya Moskvina Julija Efimova Natalia Sutyagina Anastasia Aksenova  | 3:59.66 | Q     |
| 6   | 1        | 3      | Giappone    | Hanae Itō Asami Kitagawa Yuka Katō Haruka Ueda                        | 3:59.91 | Q     |
| 7   | 2        | 7      | Svezia      | Sarah Sjöström Joline Hostman Anna-Karin Kammerling Josefin Lillhage  | 4:02.12 | Q     |
| 8   | 2        | 2      | Canada      | Julia Wilkinson Annamay Pierse Audrey Lacroix Erica Morningstar       | 4:02.13 | Q     |
| 9   | 1        | 8      | Germania    | Antje Buschschulte Sarah Poewe Daniela Samulski Britta Steffen        | 4:02.53 |       |
| 10  | 1        | 2      | Brasile     | Fabiola Molina Tatiane Sakemi Gabriella Silva Tatiana Barbosa         | 4:02.61 |       |
| 11  | 1        | 1      | Francia     | Alexianne Castel Ronchi Sophie De Aurore Mongel Alena Popchanka       | 4:02.95 |       |
| 12  | 2        | 6      | Sudafrica   | Melissa Corfe Suzaan van Biljon Mandy Loots Lize-Mari Retief          | 4:04.20 |       |
| 13  | 1        | 6      | Paesi Bassi | Femke Heemskerk Jolijn van Valkengoed Inge Dekker Ranomi Kromowidjojo | 4:04.74 |       |
| 14  | 2        | 8      | Italia      | Romina Armellini Roberta Panara Ilaria Bianchi Federica Pellegrini    | 4:04.93 |       |
| 15  | 1        | 7      | Spagna      | Nina Živanevskaja Mireia Belmonte Angela San Juan Maria Fuster        | 4:06.40 |       |
| 16  | 2        | 1      | Ucraina     | Iryna Amshennikova Yuliya Pidlisna Kateryna Zubkova Darya Stepanyuk   | 4:08.62 |       |

### Finale
- Domenica  17 agosto

| Pos | Corsia | Nazione     | Atleti                                                                                         | Tempo   | Note |
| --- | ------ | ----------- | ---------------------------------------------------------------------------------------------- | ------- | ---- |
| 1   | 4      | Australia   | Emily Seebohm 59.33 Leisel Jones 1:04.58 Jessicah Schipper 56.25 Lisbeth Trickett 52.53        | 3:52.69 | WR   |
| 2   | 3      | Stati Uniti | Natalie Coughlin 58.94 Rebecca Soni 1:05.95 Christine Magnuson 56.14 Dara Torres 52.27         | 3:53.30 | AM   |
| 3   | 6      | Cina        | Jing Zhao 59.56 Ye Sun 1:06.75 Yafei Zhou 57.4 Jiaying Pang 52.4                               | 3:56.11 | AS   |
| 4   | 5      | Regno Unito | Gemma Spofforth 59.05 Kate Haywood 1:07.51 Jemma Lowe 58.13 Francesca Halsall 52.81            | 3:57.50 | ER   |
| 5   | 2      | Russia      | Anastasia Zuyeva 59.16 Julija Efimova 1:06.46 Natalia Sutyagina 58.09 Anastasia Aksenova 54.13 | 3:57.84 |      |
| 6   | 7      | Giappone    | Reiko Nakamura 59.74 Asami Kitagawa 1:07.04 Yuka Katō 58.17 Haruka Ueda 54.59                  | 3:59.54 |      |
| 7   | 8      | Canada      | Julia Wilkinson 1:01.35 Annamay Pierse 1:06.91 Audrey Lacroix 59.01 Erica Morningstar 54.08    | 4:01.35 |      |
| -   | 1      | Svezia      | Sarah Sjöström 1:02.63 Joline Hostman 1:08.11 Anna-Karin Kammerling 58.51 Josefin Lillhage     | SQ      |      |